# Baraka Al Yamaniyah
Baraka Saudi  là vợ lẻ của vị vua khai quốc Ả Rập Xê Út hiện đại, Ibn Saud và là mẹ của cựu thái tử Muqrin bin Abdulaziz. Bà là người saudi 